# Língua bhatri
Bhatri é uma língua indo-ariana oriental língua falada pela tribo Bhottada em Chhattisgarh e Orissa, na Índia. A língua é falada por cerca de 335 mil pessoas predominantemente no leste do distrito de Bastar de Chhattisgar e nos distritos de Koraput e Nabarangpur de Orissa.